# Abbaye de Gilling
L'abbaye de Gilling était un monastère médiéval anglo-saxon situé dans l'actuel Yorkshire.
Elle fut fondée à Gilling West dans l'actuel Yorkshire à l'initiative de la reine Eanflæd, femme du roi Oswiu de Northumbrie, qui persuada son mari de la fonder à l'endroit même où le roi tua son rival et parent, Oswine de Deira en 651 ou 652. Eanflæd força son mari à fonder le monastère, peu de temps après la mort d'Oswine, afin d'expier ce crime, Eanflæd étant également une parente (petite cousine) d'Oswine. Selon les lois de l'époque, la seule façon pour Eanflæd de se venger était de tuer son mari ou d'accepter un weregild. L'abbaye était donc située sur les terres qu'elle reçut en weregild et elle demanda que le premier abbé soit un parent d'Oswine. D'autres sources identifient Collingham ou Gilling East comme lieu de la mort d'Oswine et de l'abbaye.
Le monastère encouragea le culte d'Oswine, un des nombreux rois anglo-saxons assassinés qui furent considérés comme des saints.
Le premier abbé du monastère fut un parent d'Oswine, nommé Trumhere. Il eut pour successeur Cynefrith, qui plus tard quitta l'abbaye pour se rendre en Irlande. Un autre abbé, Trumbert, devint évêque de Hexham après avoir été abbé, ou au contraire devint abbé après avoir été destitué de son poste d'évêque.
Gilling peut être identifié au monastère d'Ingetlingum qui avait des liens étroits avec le monastère de Ripon, dirigé par Wilfrid. Peu de temps avant 669, Gilling fut dépeuplé par la peste, et un de ses moines, Ceolfrith, frère de Cynefrith, rejoignit Ripon. Ceolfrith gagna plus tard Wearmouth-Jarrow, où il devint abbé.

## Annexe
- (en) Cet article est partiellement ou en totalité issu de l’article de Wikipédia en anglais intitulé « Gilling Abbey » (voir la liste des auteurs).